# Eclipse lunar de diciembre de 2010
| Previo                               | Eclipse \| Eclipse total \| Saros |
| Posterior                            | Eclipse \| Eclipse total \| Saros |
| Vista desde Miami, Florida, 8:30 UTC |                                   |
| Saros                                | 125 (48 de 72)                    |
| Gama                                 | 0.3213                            |
| Duración (h:min:s)                   |                                   |
| Totalidad                            | 1:13:12                           |
| Parcial                              | 3:29:22                           |
| Penumbra                             | 5:38:2                            |
| Contactos                            |                                   |
| P1                                   | 05:27:43 UTC                      |
| U1                                   | 06:32:17 UTC                      |
| U2                                   | 07:40:21 UTC                      |
| Totalmente                           | 08:16:56 UTC                      |
| U3                                   | 08:53:34 UTC                      |
| U4                                   | 10:01:39 UTC                      |
| P4                                   | 11:06:04 UTC                      |

Un eclipse lunar total tuvo lugar entre el 20 al 21 de diciembre de 2010. Fue visible después del Tiempo del Este en la medianoche el 21 de diciembre en Norte y Sur de América. El comienzo del eclipse lunar fue visible desde Europa exactamente antes del amanecer. El fin del eclipse lunar total fue visible en el atardecer para Japón y Asia noreste; también será visible en Filipinas exactamente después del atardecer (como un eclipse lunar parcial). Será el primer eclipse lunar total en casi tres años, siendo el último realizado el 20 de febrero de 2008.
Es el segundo eclipse lunar ocurrido en 2010. El primero fue un eclipse parcial sucedido el 26 de junio de 2010. Es el primer eclipse lunar total ocurrido en el día del solsticio de invierno norteño (o solsticio de verano sureño) desde 1638, y solamente el segundo de la era común.

## Visualización
En Norteamérica, el eclipse fue visible en su totalidad el 21 de diciembre de 2010, desde las 12:27 a. m. a las 6:06 a. m. en Tiempo del Este. En Tiempo del Centro y el Oeste, el eclipse comenzó en la noche del 20 de diciembre. Los observadores en todo la costa oriental de Suramérica perdieron las últimas fases del eclipse porque ocurrió después de la puesta de Luna.
Igualmente, muchos de Europa y África experimentaron la puesta de Luna mientras el eclipse progresaba. En Europa, solo aquellos observadores ubicados al norte de Escandinavia (incluyendo Islandia) podían ver el evento completo. Para los observadores en el este de Asia, el fin del eclipse fue visible, con la Luna emergiendo de la puesta del Sol. En Filipinas, esto fue observable como un eclipse lunar parcial justo después de la puesta de Sol.

### Zonas del evento
| Event                               | HAST (UTC-10)   | KST (UTC-9)     | PST (UTC-8)     | MST (UTC-7)     | CST (UTC-6)     | EST (UTC-5)  | AST (UTC-4)  |
| ----------------------------------- | --------------- | --------------- | --------------- | --------------- | --------------- | ------------ | ------------ |
| Penumbra (P1)                       | 7:27 p. m. (*)  | 8:27 p. m. (*)  | 9:27 p. m. (*)  | 10:27 p. m. (*) | 11:27 p. m. (*) | 12:27 a. m.  | 1:27 a. m.   |
| Umbra (U1)                          | 8:32 p. m. (*)  | 9:32 p. m. (*)  | 10:32 p. m. (*) | 11:32 p. m. (*) | 12:32 a. m.     | 1:32 a. m.   | 2:32 a. m.   |
| Comienzo del eclipse total (U2)     | 9:40 p. m. (*)  | 10:40 p. m. (*) | 11:40 p. m. (*) | 12:40 a. m.     | 1:40 a. m.      | 2:40 a. m.   | 3:40 a. m.   |
| Eclipse total en su punto máximo    | 10:17 p. m. (*) | 11:17 p. m. (*) | 12:17 a. m.     | 1:17 a. m.      | 2:17 a. m.      | 3:17 a. m.   | 4:17 a. m.   |
| Fin del eclipse total (U3)          | 10:53 p. m. (*) | 11:53 p. m. (*) | 12:53 a. m.     | 1:53 a. m.      | 2:53 a. m.      | 3:53 a. m.   | 4:53 a. m.   |
| Fin de la umbra (U4)                | 12:02 a. m.     | 1:02 a. m.      | 2:02 a. m.      | 3:02 a. m.      | 4:02 a. m.      | 5:02 a. m.   | Puesta lunar |
| Fin de la penumbra (P4)             | 1:06 a. m.      | 2:06 a. m.      | 3:06 a. m.      | 4:06 a. m.      | 5:06 a. m.      | Puesta lunar | Puesta lunar |
| (*) noche del lunes 20 de diciembre |                 |                 |                 |                 |                 |              |              |

## Galería de imágenes
| Secuencia desde Toronto, Ontario (Secuencia está en 15 minutos en progresión, con 5 minutos de progresión hacia la totalidad en 8:17 a. m. UTC) |
| Progresión desde São Paulo, Brasil. |

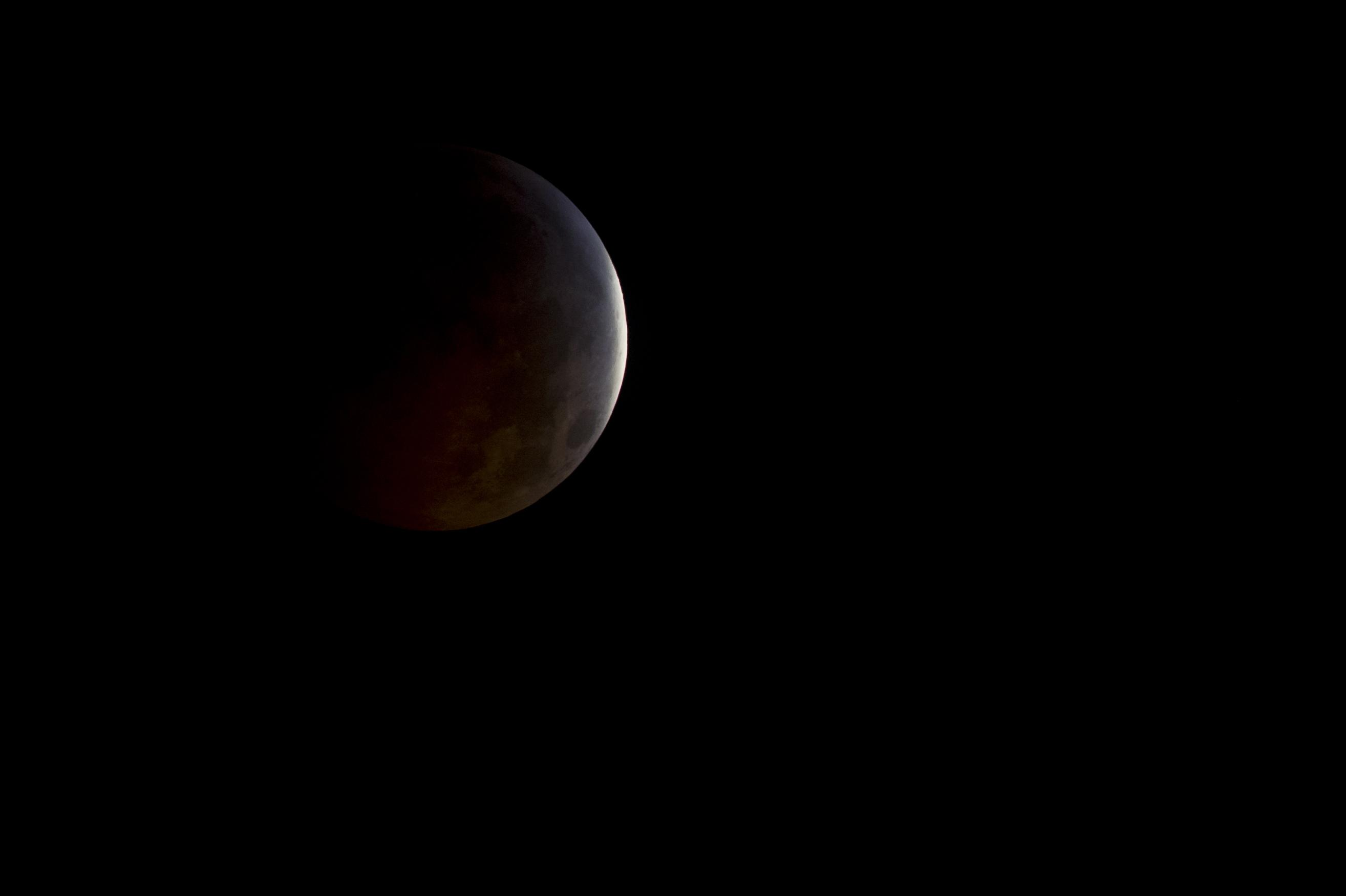
Desde Arlington, Virginia, ~7:30 UTC
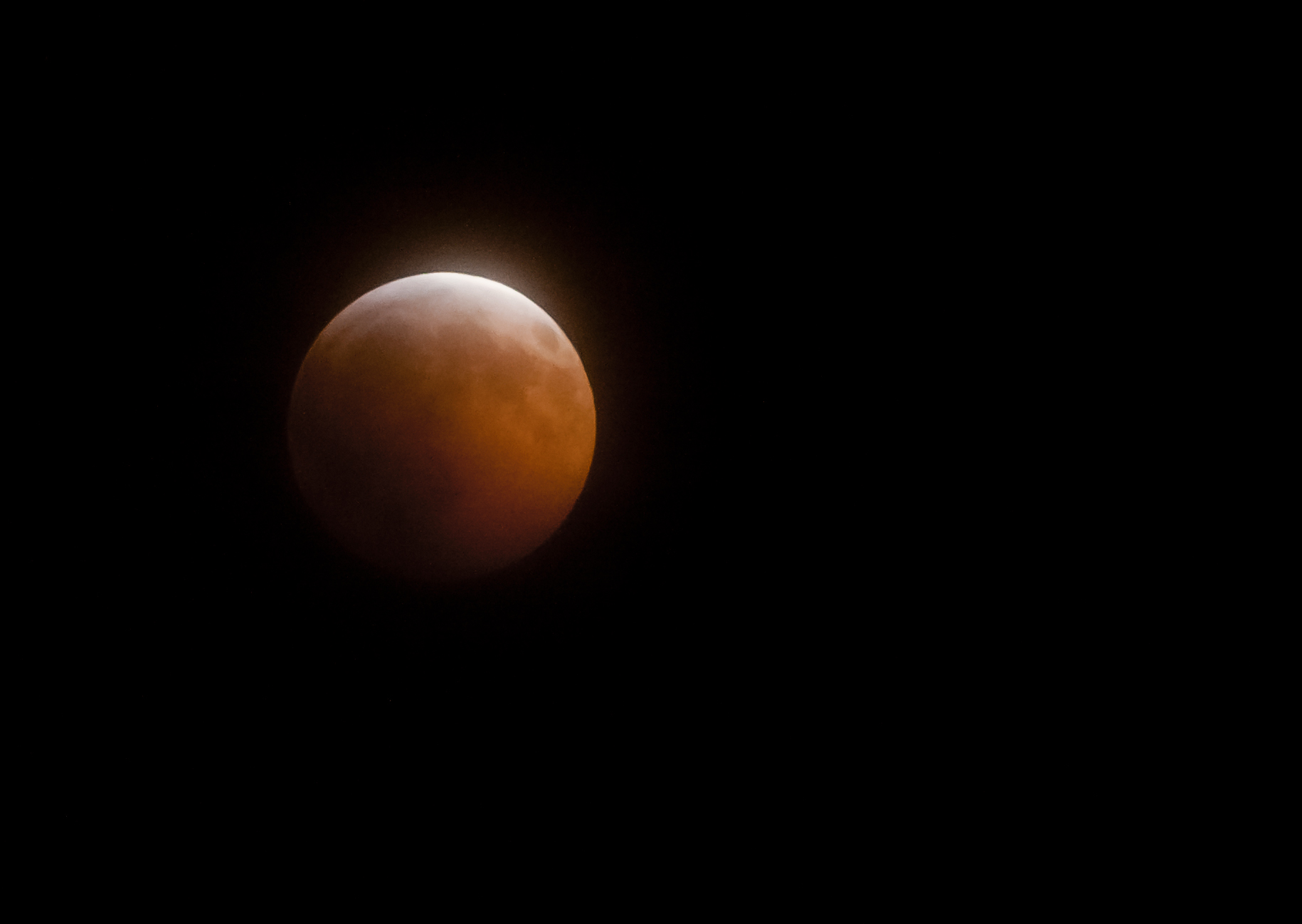
Greater Seattle Area, Washington, 7:41 UTC
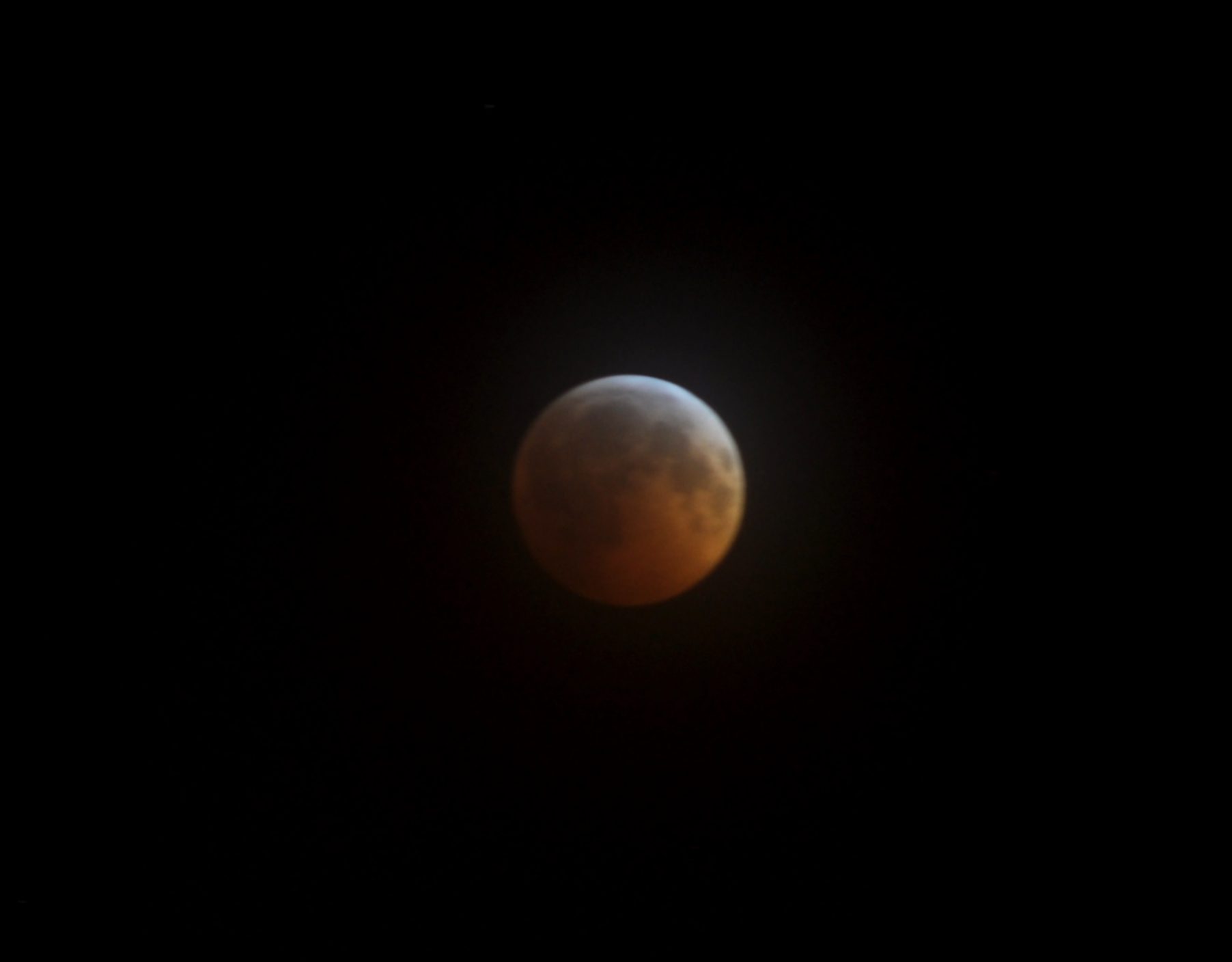
Desde el Lower Mainland of Columbia Británica, Canadá antes de su totalidad, 7:46 UTC
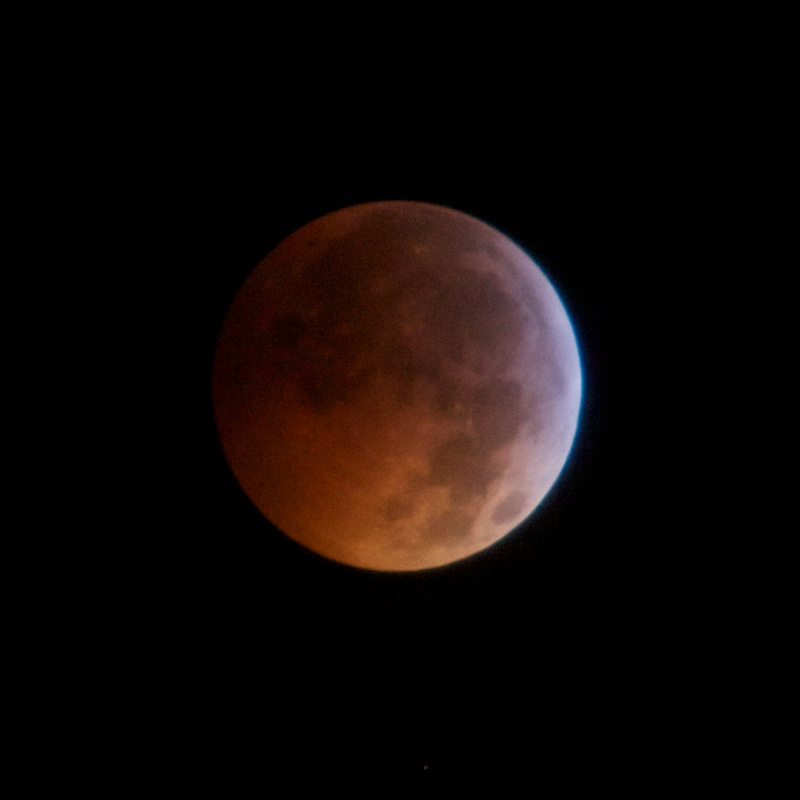
Desde Richardson, Texas, 7:53 UTC
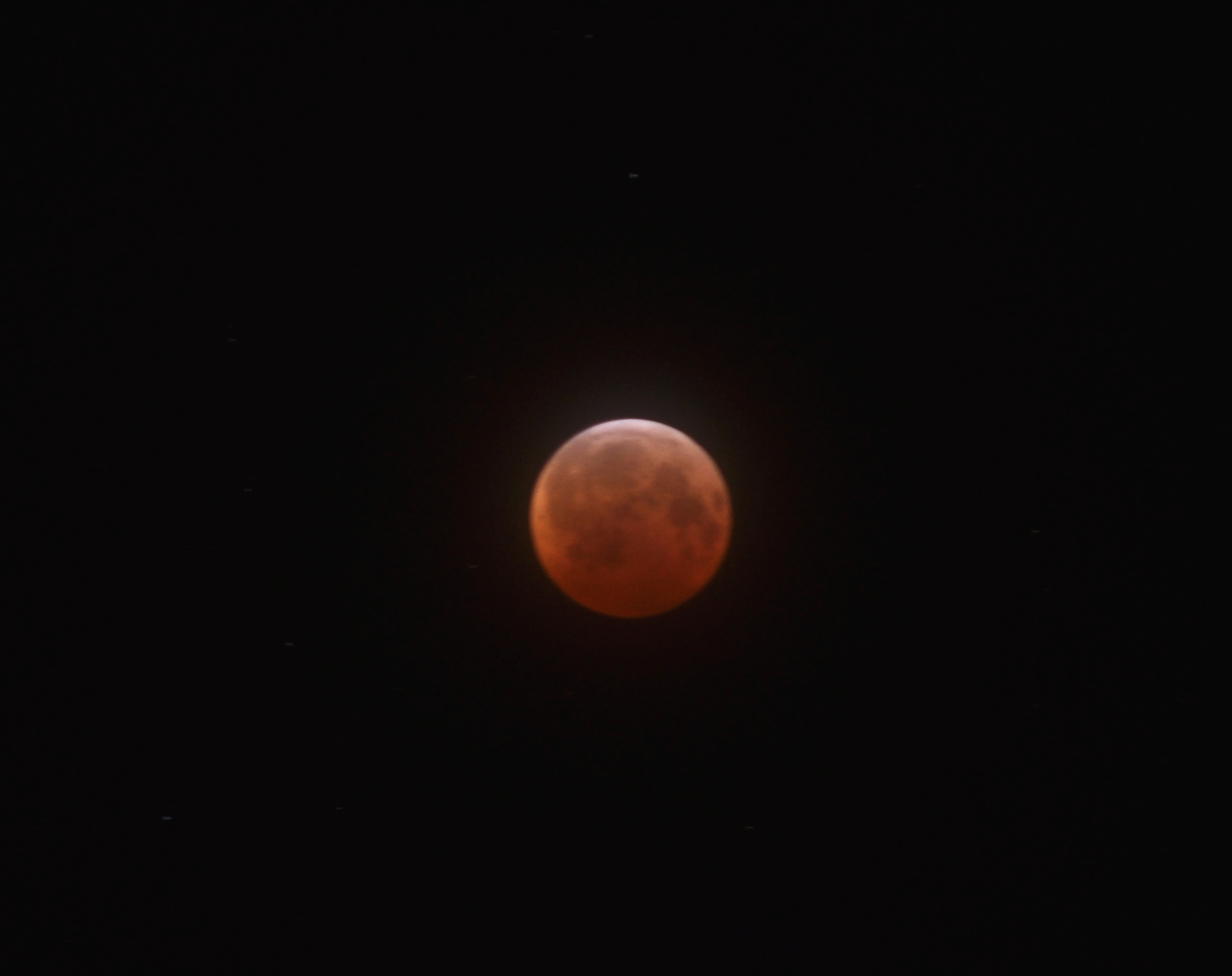
Lower Mainland de Columbia Británica, Canadá durante su totalidad, 8:21 UTC
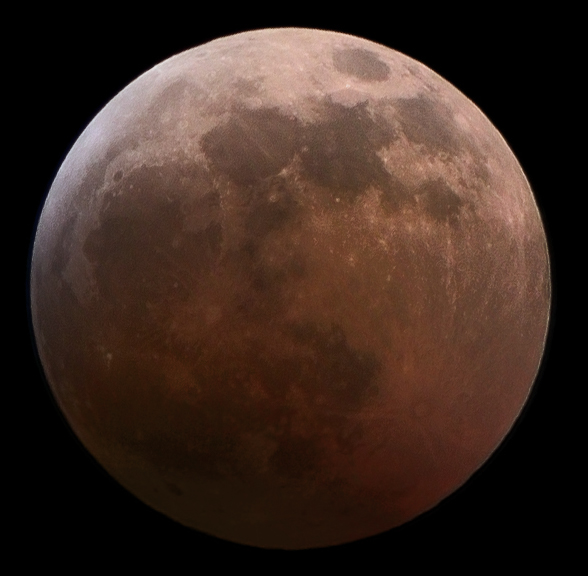
desde Miami, Florida. 08:30 UTC
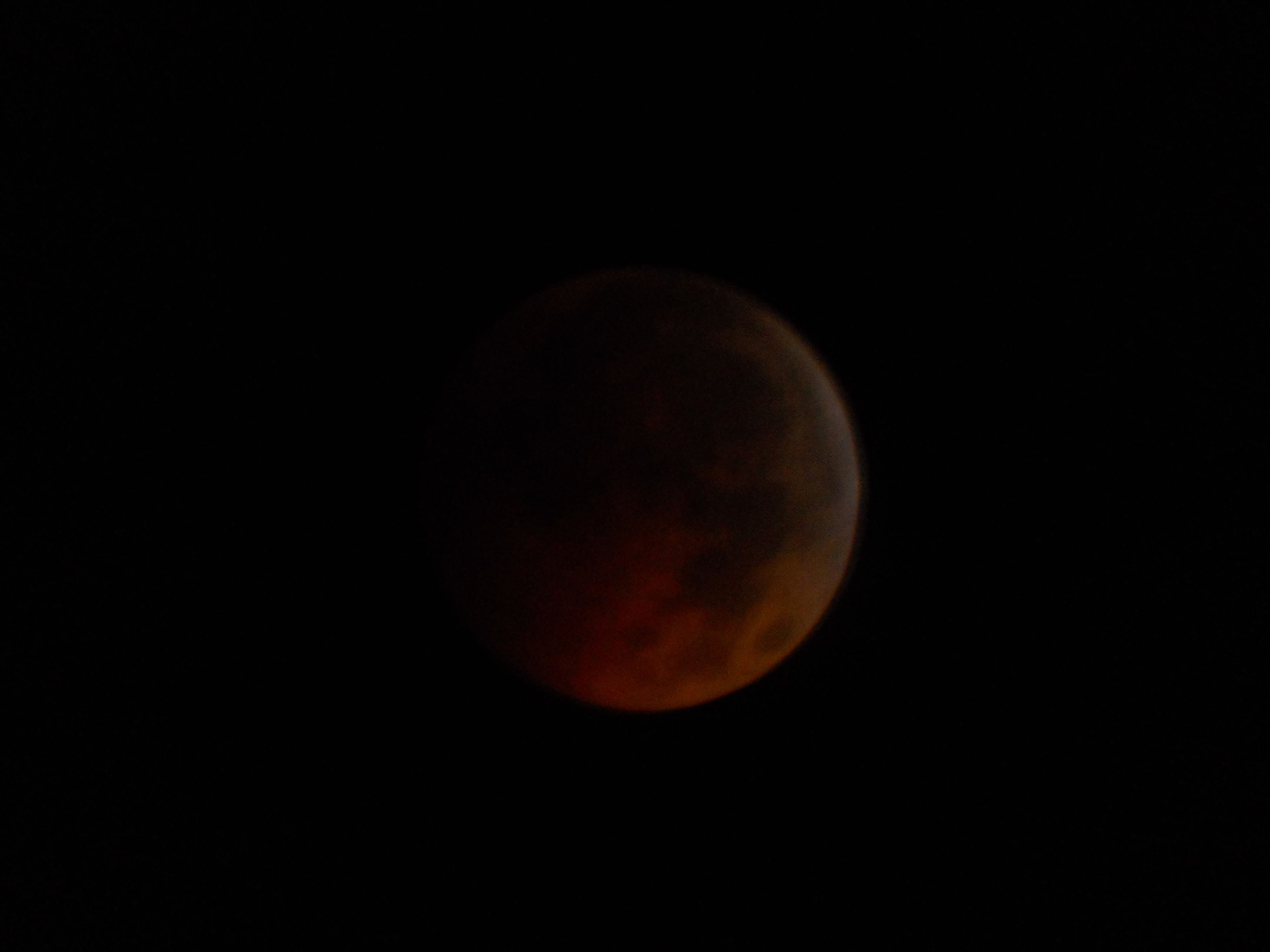
Desde Dover, Delaware 8:54 UTC
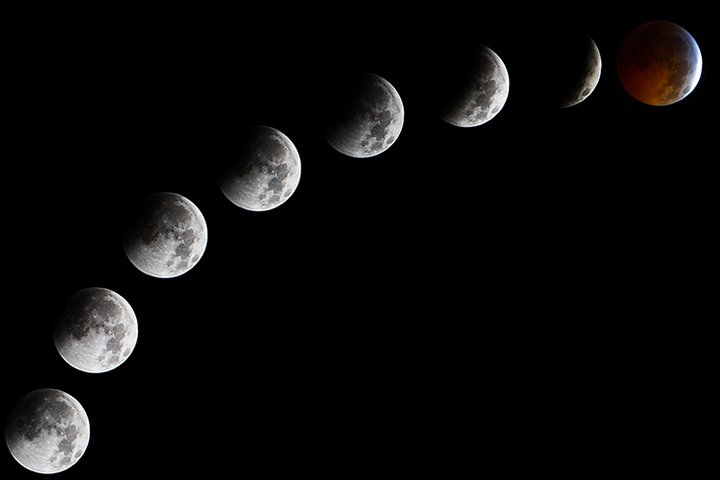
Desde Easton, Pennsylvania
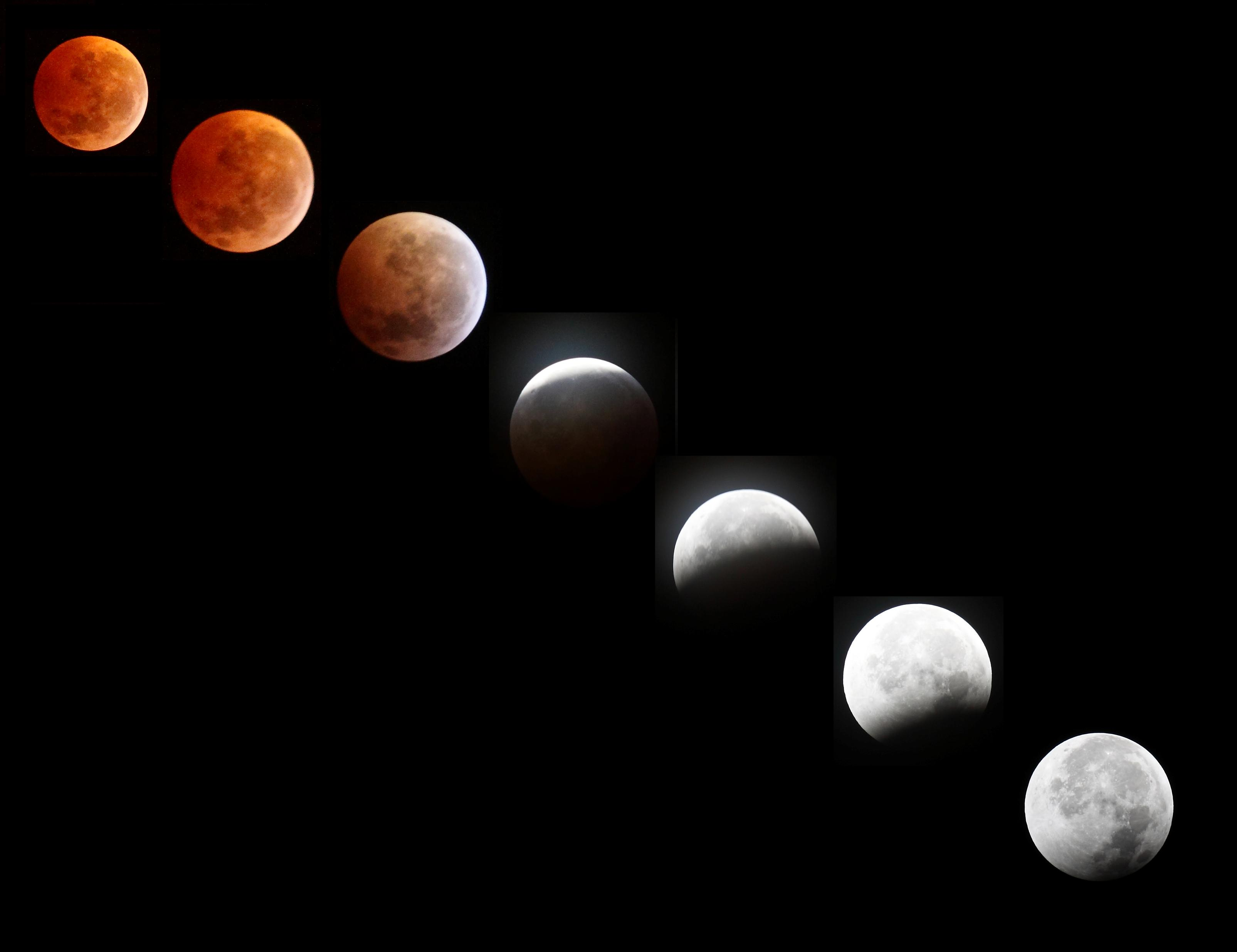
Desde Jacksonville, Florida, 8:29 UTC - 10:06 UTC